# Snipperling
Snipperling of De Snippeling is een buurtschap in de Nederlandse gemeente Deventer (provincie Overijssel). De plaats ligt aan de Snippelingsdijk die in vroeger tijden de Schipbeek in toom moest houden, twee kilometer ten oosten van het centrum van Deventer aan weerszijden van de Holterweg. Lange tijd was het een gehucht met vooral een agrarisch karakter. Een verklaring voor de naam is, dat ter plaatse smalle percelen landbouwgrond waren, die als "snippers" overgebleven waren na vergraving of ontginning.

## Geschiedenis
De Snippeling lag in de Middeleeuwen aan de belangrijke doorgaande weg richting Duitsland.
Er was ter plekke een opening in de Deventer stadslandweer met een palissade en een tolhuis. In 1348 bouwde de stad Deventer hier het leprozenhuis Sint Jurriën dat enige eeuwen later bij een belegering van de stad in de Tachtigjarige Oorlog zou worden platgebrand. In 1761 stortte herberg 'De Snippeling' bij een overstroming in, er kwamen drie mensen om het leven toen hun boot omsloeg.

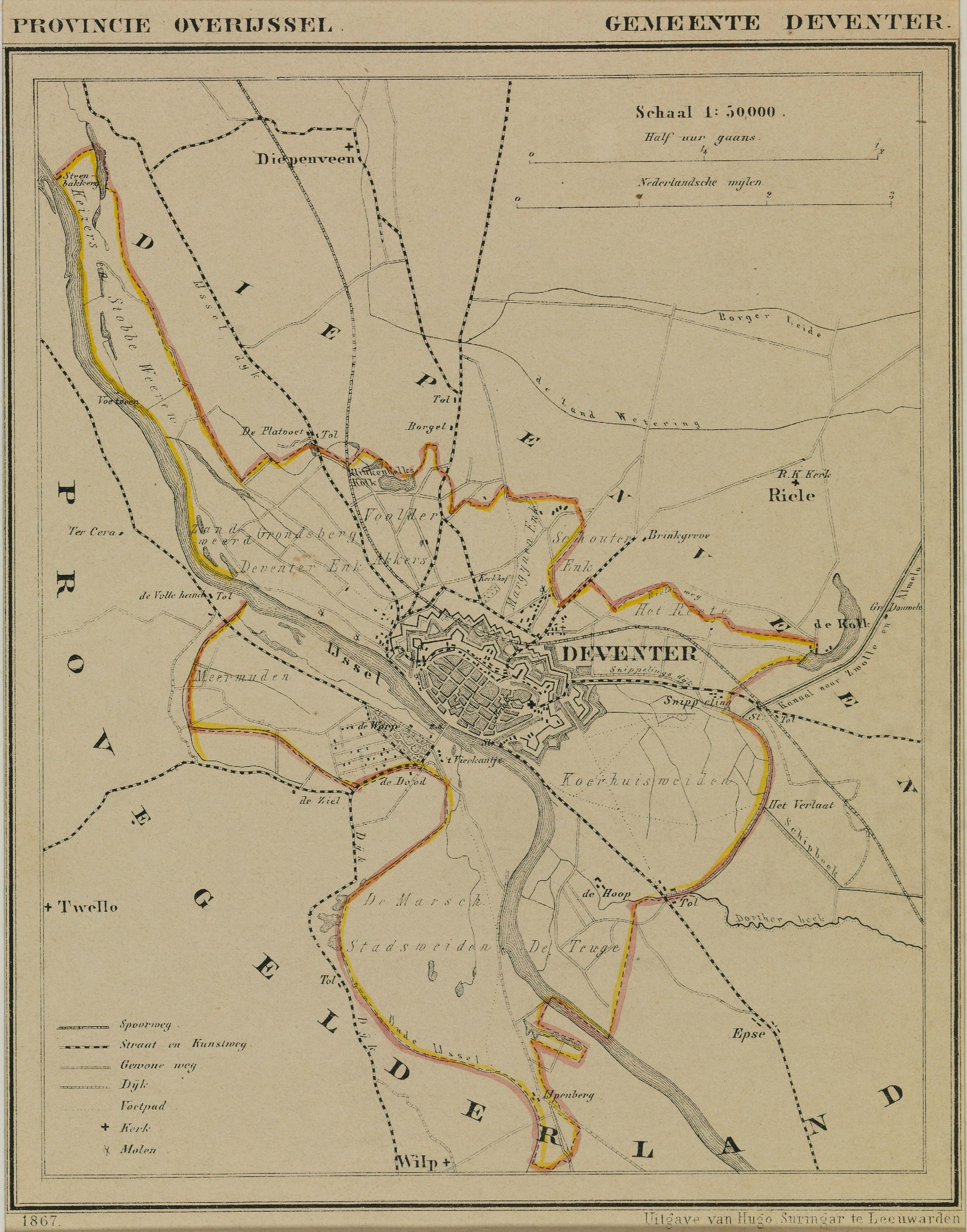
Kaart uit 1867 van de gemeente Deventer waarop Snippeling duidelijk vermeld wordt

Na het graven van het deel Deventer - Raalte van het Overijssels kanaal kwam er in 1855 bij de Snippeling een schutsluis en een brug te liggen. Vanwege de gunstige aan- en afvoermogelijkheden kwam er in 1896 een schelpkalkbranderij met drie kalkovens. Deze vormden tot ver na de sluiting in 1964 een karakteristiek herkenningspunt. De machinale klompenmakerij brandde in 1925 af. Van de korenmolen bleef het onderste deel van de romp bestaan als opslagruimte. Tot circa 1980 waren er meerdere boerderijen, tuinderijen en andere kleine bedrijven gevestigd.

## Heden
Tussen 1970 en 2005 is een groot deel van de buurtschap aan de aanleg van wegen en een bedrijvengebied ten offer gevallen. In het toen verrezen Runshoppingcentrum De Snipperling kan men onder meer doe-het-zelfartikelen, meubels en andere volumineuze artikelen kopen. Enkele weggetjes met oude boerderijtjes en huizen zijn bewaard gebleven, verder is er een villawijkje ontstaan. De Snippeling is tegenwoordig geheel door nieuwe wijken van de stad Deventer omgeven.
Bij het hier gelegen seinhuis De Snippeling splitsen de spoorlijnen vanuit Deventer in de richting Zutphen en Almelo zich. Van 1890 tot 1918 kende de lijn naar Zutphen een stopplaats Snippeling.
Stad: Deventer      Dorpen: Bathmen · Colmschate · Diepenveen · Lettele · Okkenbroek · Schalkhaar

Buurtschappen: Apenhuizen · De Bannink · Dortherhoek · Averlo en Frieswijk · Linde · Loo · Molenbelt · Oude Molen · Oxe · Pieriksmars · Rande · Snipperling · Tjoene · 
Zuidloo

Overijssel · Steden en dorpen      Nederland · Provincies · Gemeenten